# Chirurgische Wundinfektion
Chirurgische Wundinfektionen (postoperative Wundinfektionen; englisch surgical site infections, kurz SSI) sind Infektionen, die nach einem chirurgischen Eingriff (Operation) im Wundbereich auftreten und zu postoperativen Wundheilungsstörungen führen.

## Häufigkeit
Für das Jahr 2006 wurden 255.000 chirurgische Wundinfektionen in deutschen Akutkrankenhäusern geschätzt. Sie sind dort mit einem Anteil von 24 % die häufigsten nosokomialen Infektionen, noch vor Harnwegsinfektionen durch Katheterismus, Pneumonien im Zusammenhang mit Beatmung und Blutstrominfektionen durch Katheter. Eine Meldepflicht oder genaue Erfassung gibt es in Deutschland nicht.
Im Vergleich wurden im Jahr 2012 in deutschen Akutkrankanhäusern 18 Millionen stationäre Behandlungen und 51 Millionen chirurgische Eingriffe und invasive Prozeduren durchgeführt. Die SSI-Raten hängen wesentlich von der Art, Dauer, Lokalisation und Dringlichkeit des Eingriffes, dem Risikoprofil des Patienten und den hygienischen Bedingungen ab.

## Kontaminationsgrade
Operationen werden je nach vorbestehender Kontamination der zu operierenden Region in vier Kontaminationsgrade oder -klassen eingeteilt, mit zunehmend höherem Risiko einer chirurgischen Wundinfektion. Sie sind eine Abstufung der Kontamination des Operationsgebietes.
- Grad I: Eingriffe in nicht kontaminierter Region, z. B. Gelenk- und Knochenoperationen, arthroskopische Eingriffe, Weichteiloperationen an Rumpf und Extremitäten ohne Kontakt zu besiedelten Organen und Geweben, Organtransplantationen ohne Kontakt zu besiedelten Organen oder Geweben, Herz- und Gefäßoperationen, neurochirurgische Operationen.

- Grad II: Eingriffe in „sauberkontaminierter“ Region, z. B. Eingriffe am oberen Gastrointestinaltrakt, am Respirationstrakt, am Urogenitaltrakt, gynäkologische Eingriffe, Eingriffe am Rachen.

- Grad III: Eingriffe in kontaminierter Region, z. B. offene Frakturen, kontaminierte Haut- und Weichteildefekte, Eingriffe am unteren Gastrointestinaltrakt und in der Urologie.

- Grad IV: Eingriffe in manifest infizierter Region, z. B. operative Maßnahmen bei Abszessen, Phlegmonen, Fisteln, Osteomyelitiden, massiv kontaminierte Wunden sowie Eingriffe bei Patienten, die mit multiresistenten Erregern (z. B. MRSA, VRE) besiedelt oder infiziert sind.[3] Auch bei Eingriffen bei einer Knochenmarkentzündung, einer Gallenblasenentzündung.

Die Kontaminationsgrade werden in Verbindung mit dem ASA-Score und der Eingriffsdauer verwendet, um das Risiko für chirurgische Wundinfektionen (surgical site infections, SSI) zu identifizieren. Das ursprüngliche Klassifikationssystem wurde 1964 von der National Academy of Sciences und der Cooperative Research Study des National Research Council entwickelt und 1982 von der CDC modifiziert. Die Verwendung der CDEC-Klassifikation (mit Unterteilung in oberflächliche, tiefe und Organ- bzw. die Körperhöhlen betreffende Wundinfektionen) ist nicht unumstritten, der prädiktive Nutzen der Klassifikation für das Risiko von SSI wird bezweifelt.
Eine früher übliche und heute immer noch von den Berufsgenossenschaften geforderte Trennung von OP-Sälen nach Kontaminationsklassen (insb. „septisch“, also Grad IV vs. „aseptisch“) ist nach der aktuellen Empfehlung der Kommission für Krankenhaushygiene und Infektionsprävention (KRINKO) des Robert Koch-Instituts nicht sinnvoll, da es bislang keinen Nachweis dafür gibt, dass eine solche Trennung das Risiko für chirurgische Wundinfektionen senkt.

## Ätiopathogenese
Die Keime, die während eines chirurgischen Eingriffs oder einer invasiven Prozedur in eine chirurgische Wunde gelangen, kommen in der Mehrzahl der Fälle vom Patienten selbst (endogene Infektion) und seltener vom Operationspersonal oder vom verwendeten Material (exogene Infektion).
Die häufigste Quelle der endogenen Infektion ist die Keimbesiedlung in der zu operierenden Region. Durch den operativen Eingriff werden die natürlichen Körperbarrieren mechanisch aufgehoben (z. B. Durchtrennung des Dickdarms bei einer Operation wegen Dickdarmkrebs); gleichzeitig wird das Abwehrsystem des Patienten durch den Eingriff geschwächt.
Daneben können bei endogenen infektionen auch Keime aus anderen Körperregionen des Patienten in die Wunde gelangen, dies gilt insbesondere für den häufigsten Keim einer Wundinfektion, Staphylococcus aureus und seiner multi-resistenten Form MRSA, die sich oft in der Nase des Patienten befinden, aber auch für die patienteneigene Bakterienflora (v. a. im Darm, auf der Haut oder in den Atemwegen). Daher wird bei geplanten („elektiven“) Eingriffen oft vorher ein Screening mit einem Nasenabstrich und ggf. mit einer Dekontamination durchgeführt.
Die meisten Erreger chirurgischer Wundinfektionen sind Bakterien. Am häufigsten finden sich Staphylococcus aureus, koagulasenegative Staphylokokken, Enterobacteriaceae, Enterokokken und Anaerobier. Pilze wie z. B. Candida albicans können ebenfalls ursächlich sein. Häufig sind Mischinfektionen.
Folgende Risikofaktoren können auf Patientenseite vorliegen (dispositionelle Risikofaktoren): hohes Alter (über 65 Jahre), frühere Bestrahlung, Immunsuppression (herabgesetzte körpereigene Abwehr, nachgewiesener Zusammenhang z. B. für HIV-Infektion, Nierentransplantation oder kolorektales Karzinom), Begleiterkrankungen wie z. B. Diabetes mellitus, bestehende oder vorangegangene Infektionen oder Besiedlung mit bestimmten Keimen (z. B. Staphylococcus aureus in der Nase), Adipositas bzw. ein Body mass index (BMI) von über 25 bzw. 30 kg/m², Rauchen, Anämie und präoperative Hypalbuminämie bzw. Mangelernährung.
Auch patientenunabhängige, etwa operationstechnische Faktoren tragen zum Risiko einer postoperativen Wundinfektion bei. Dazu zählen z. B. die Erfahrung des chirurgischen Personals, die Art der Haarentfernung vor der Operation, der Kontaminationsgrad des operativen Eingriffs, die Hautdesinfektion des Operationsgebietes, die Dauer der Operation (insbesondere bei mehr als drei Stunden dauernden Operationen) und das hygienische Verhalten des Operationspersonals bei der Einhaltung der Asepsis. Schlechte Raumlufttechnik, Lärm und Gespräche sowie erhöhter Durchgangsverkehr im Operationssaal sowie ein hoher Blutverlust bzw. perioperative Bluttransfusionen können eine Wundinfektion begünstigen.
Sowohl die Inzidenz postoperativer Wundinfektionen als auch das Erregerspektrum hängen von der Art des Eingriffs ab und sind in den verschieden operativen Disziplinen sehr unterschiedlich (in der Bauchchirurgie beispielsweise deutlich höhere Infektionsraten als in der Augenchirurgie).

## Klinisches Bild
Wundinfektionen treten typischerweise einige Tage nach einer Operation auf, auch Spätinfekte mehrere Wochen nach einem Eingriff sind möglich. Bei oberflächlichen Wundinfektionen finden sich an Haut und Unterhaut die Kardinalsymptome der Entzündung: Rötung der Wundränder, Überwärmung, Druckschmerzhaftigkeit, Schwellung, gestörte Wundheilung mit (übelriechender) Exsudation. Ferner kann Fieber auftreten. Die Ausbildung eines Abszesses (abgekapselte Entzündung mit Eiterbildung) oder einer Phlegmone (diffuse, das Gewebe durchsetzende Entzündung) sind möglich (purulente oder pyogene Entzündung). Es kann zu einer Wunddehiszenz kommen. In tieferen Schichten können eine nekrotisierende Fasziitis oder Abszesse entstehen, im Bereich der großen Körperhöhlen eine eitrige Peritonitis (Abdominalhöhle) oder ein Pleuraempyem (Thorax), an den Knochen und Gelenken kann sich eine Osteomyelitis ausbilden.
Bei einliegendem Fremdmaterial (Gelenkprothesen, synthetische Netze u. a.) können Prothesen- oder Netzinfektionen entstehen, teilweise als Spätinfekte. Diese können aber auch durch eine spätere Keimbesiedlung ausgelöst werden, durch eine Keimstreuung über die Blutbahn (hämatogen), weshalb bei Eingriffen in kontaminierten Regionen bei vorhandenen Implantaten eine prophylaktische Antibiotikum-Gabe durchgeführt wird.

## Einteilung
Von den Centers for Disease Control and Prevention (CDC) wurde 1999 eine inzwischen international anerkannte Klassifikation für chirurgische Wundinfektionen publiziert. Sie unterscheidet drei Grade:

### Kategorie A1 (postoperative oberflächliche Wundinfektion)
Folgende Kriterien müssen erfüllt sein:
- Infektion an der Hautinzisionsstelle innerhalb von 30 Tagen nach der Operation, die nur Haut oder subkutanes Gewebe mit einbezieht
- Eines der folgenden Kriterien:
  - eitrige Sekretion aus der oberflächlichen Inzision
  - kultureller Nachweis von Erregern aus der Wunde
  - eines der folgenden Anzeichen: Schmerz oder Berührungsempfindlichkeit, Schwellung, Rötung oder Überwärmung und bewusstes Eröffnen der oberflächlichen Inzision durch den Chirurgen. Dieses Kriterium nicht bei Vorliegen einer negativen mikrobiologischen Kultur der oberflächlichen Inzision.
  - Diagnose des behandelnden Arztes

### Kategorie A2 (postoperative tiefe Wundinfektion)
Folgende Kriterien müssen erfüllt sein:
- Infektion innerhalb von 30 Tagen nach der Operation
- Infektion scheint mit der Operation in Verbindung zu stehen
- Erfasst Faszienschicht und Muskelgewebe
- Eines der folgenden Kriterien trifft zu:
  - eitrige Sekretion aus der Tiefe der Inzision,
  - spontan oder vom Chirurgen bewusst eröffnet,
  - Abszess oder sonstige Zeichen der Infektion in den tieferen Schichten

### Kategorie A3 (Infektionen von Organen und Körperhöhlen im Operationsgebiet)
Folgende Kriterien müssen erfüllt sein:
- Infektion innerhalb von 30 Tagen nach der Operation
- Infektion scheint mit der Operation in Verbindung zu stehen
- Erfasst Organe oder Körperhöhlen, die während der Operation eröffnet wurden oder an denen manipuliert wurde
- Eines der folgenden Kriterien trifft zu:
  - eitrige Sekretion aus einer Drainage, die Zugang zu dem Organ bzw. der Körperhöhle hat
  - kultureller Erregernachweis
  - Abszess oder sonstige Zeichen einer Infektion des Organs bzw. der Körperhöhle

## Therapie
Die Therapie postoperativer Wundinfektionen erfolgt je nach Art, Ausdehnung und Erreger entweder konservativ mittels antibiotischer Behandlung (z. B. bei einer Phlegmone), antiseptischer Auflagen und Kühlung oder chirurgisch (Eröffnung der Wunde, Abszessspaltung bzw. operative Revision mit Spülung, Débridement, Drainageneinlage oder Entfernung von einliegendem Fremdmaterial).
Jedoch stellen chirurgische Wundinfektionen einen Notfall dar und ein abwartendes Verhalten kann zu einer Ausdehnung des Infekts, zu Wundnekrosen, Wunddehiszenzen und zu einer Septikämie und Sepsis führen, weshalb abgesehen von oberflächlichen leichten Wundinfektionen oft eine frühzeitige chirurgische Revision angestrebt wird. Dabei müssen oft Drainagen belassen werden, oder es erfolgt eine offene Wundbehandlung ohne Hautverschluss, damit weiteres Sekret abfließen kann. Dann muss oft auch eine sekundäre Wundheilung abgewartet werden. In bestimmten Fällen ist eine erneute Naht der Wunde nach Konditionierung des Wundgrundes/-ränder möglich, z. B. nach einer Vakuum-Schwamm-Therapie. Bei größeren Wunddefekten sind manchmal auch plastische Eingriffe mit Hauttransplantationen oder Hautlappenplastiken notwendig.
Insbesondere bei Infekten tieferer Strukturen können sich auch chronische Infekte ausbilden, besonders am Knochen als chronische Knochenmarkentzündung.
Bei einliegenden Implantaten, wie Knie- oder Hüft-Endoprothesen, müssen diese bei schweren Infekten entfernt werden. Je nach Schwere der Infektion und lokal üblicher Praxis wird dann eine neue Prothese direkt („einzeitiger Eingriff“) oder nach Wochen bis Monaten nach Wundsanierung („zweizeitiger Eingriff“) implantiert. Vorübergehend kann ein Knochenzement-Spacer eingesetzt wxerden, der mit einem Antibiotikum (oft Refobacin; auch Vancomycin) versetzt ist.
Auch bei Osteosynthese-Material zur Stabilisierung eines gebrochenen Knochens muss dies bei einer tiefen Wundinfektion meist entfernt werden. Dann wird oft ein „Verfahrenswechsel“ auf eine andere Osteosynthese-Art durchgeführt, z. B. von einer Platten-Osteosynthese Wechsel zu einem Marknagel. Bei schweren Infekten kann auch ein Fixateur externe eingesetzt werden, dessen Drähte außerhalb des infizierten Bereichs in den Knochen eingebracht werden. Dies ist auch das Verfahren der Wahl bei offenen und primär stark kontaminierten Multifragmentfrakturen (z. B. beim offenen Schienbeinbruch). Ebenso müssen Schädelplatten-Implantate in der Neurochirurgie bei einem tiefen Wundinfekt wieder entfernt werden.

## Prävention
Ein frühzeitiger (enteraler) Kostaufbau vermindert das Risiko einer SSI ebenso wie eine gute Einstellung bei bestehendem Diabetes mellitus. Tabak- und Alkoholkarenz sowie Gewichtsreduktion wirken sich ebenfalls protektiv aus. Vorbestehende Anämien sollten behandelt werden.
Zur Vermeidung und Reduktion des Auftretens chirurgischer Wundinfektionen müssen in Deutschland auf Basis des Infektionsschutzgesetzes die Empfehlungen der Kommission für Krankenhaushygiene und Infektionsprävention (KRINKO) beachtet werden (Empfehlung Prävention postoperativer Wundinfektionen). Im Folgenden sind wesentliche Empfehlungen in Auswahl, z. T. gekürzt und modifiziert wiedergegeben:

### Prä-/intraoperative Maßnahmen
Die KRINKO empfiehlt als prä- und intraoperative Maßnahmen:
- soweit möglich, präoperativ bestehende Infektionen beim Patienten zu erkennen und zu behandeln (Kat. IB).
- bei bestimmten Operationen eine Dekolonisation von Staphylococcus aureus mittels Nasensalbe und Körperwaschung durchzuführen.
- vor kolorektalen Operationen eine mechanische Darmentleerung in Verbindung mit oraler Antibiotikagabe durchzuführen (Kat. II).
- Haare im Operationsgebiet mittels Kürzen der Haare und nicht durch Rasur zu entfernen (Kat. IA).
- dass OP-Personal die gesamte Oberbekleidung einschließlich der Schuhe ablegt und im reinen Bereich nach hygienischer Händedesinfektion keimarme (im Desinfektions-Waschverfahren aufbereitete) Bereichskleidung (z. B. Hose, Hemd/Kittel, OP-Schuhe) anzieht (Kat. II) sowie keinen Schmuck, Ringe oder Uhren an Unterarmen und Händen (Kat. II) bzw. andere gefahrenträchtige Schmuckstücke sowie keine langen bzw. künstlichen Fingernägel und keinen Nagellack (Kat. IB) trägt.
- Mund-Nasen-Schutz (MNS) und Haarschutz anzulegen (Kat. IB).
- als Mittel der Wahl für die chirurgische Händedesinfektion arzneilich zugelassene alkoholbasierte Präparate anzuwenden (Kat. IB).
- sterile Operationskittel und sterile Einmalhandschuhe (Kat. IB) zu tragen; bei Operationen, die erfahrungsgemäß mit einer vermehrten Läsion von Handschuhen einhergehen, zwei Paar Handschuhe (Kat. II). Handschuhe sollen unmittelbar vor Implantation einer Gelenkendoprothese gewechselt werden (Kat. II).
- im Operationsraum eine gründliche Antiseptik der Haut des Operationsgebietes mit einem Alkohol-basierten Hautantiseptikum durchzuführen (Kat. IA). Durch Zusatz eines remanent wirkenden Antiseptikums wird eine über die Wirkung von Alkohol hinaus anhaltende Wirkung erreicht (Kat. IB). Während der deklarierten Einwirkzeit ist das Hautareal satt benetzt und feucht zu halten, bevorzugt durch mehrfaches Aufbringen des Antiseptikums. Dabei ist auf die längere Einwirkzeit auf talgdrüsenreichen Hautarealen zu achten (Kat. II).
- nach der Antiseptik des OP-Feldes die Umgebung des Operationsgebietes steril abzudecken (Kat. IB).
- während der Operation die Anzahl der im Operationsraum Anwesenden, deren Fluktuation und deren Sprechen auf ein Mindestmaß zu begrenzen; die Türen des Operationsraumes, soweit möglich, geschlossen zu halten (Kat. II).
- die Indikation zu einer systemischen antibiotischen Prophylaxe eingriffsspezifisch zu stellen (Kat. IA); Mehrfachdosierungen während der Operation ausschließlich bei sehr lang dauernden Operationen vorzunehmen (Kat. IA) und auf eine verlängerte Antibiotikagabe nach OP-Ende zu verzichten (Kat. IA).
- die Anwendung von Hautschutz- und Hautpflegepräparaten im Hautschutzplan festzulegen (Kat. II/IV).

### Postoperative Maßnahmen
Als postoperative Maßnahmen empfiehlt die KRINKO:
- die OP-Wunde am Ende der Operation mit einer sterilen Wundauflage abzudecken. Der erste Verbandwechsel nach etwa 48 Stunden durchzuführen, sofern nicht Hinweise auf eine Komplikation zu einem früheren Verbandwechsel Anlass geben (Kat. IB). Ist danach die Wunde trocken und verschlossen, kann unter hygienischen Aspekten auf eine erneute sterile Wundabdeckung verzichtet werden (Kat. IB). Die regelmäßige ärztliche Inspektion der Wunde ist Teil einer vollständigen und sachgerechten Nachsorge. Drainagen (unter hygienischem Aspekt) möglichst frühzeitig zu entfernen (Kat. II); der Zeitpunkt der Entfernung ist chirurgisch determiniert.
- dem Patienten zusätzlich zur erforderlichen Aufklärung über die mit der OP verbundenen Risiken Basisinformationen über die Möglichkeiten zu vermitteln, durch hygienebewusstes Handeln und rechtzeitige Information über einen abweichenden Heilungsverlauf einer SSI vorzubeugen (Kat. II).
- Die Benutzung unterschiedlicher Verbandwagen für aseptische und infizierte Wunden ist nicht erforderlich – entscheidend ist, den Wagen grundsätzlich vor Kontamination zu schützen.

### Räumliche-technische Gestaltung der OP-Abteilung
Zur räumlich-technischen Gestaltung empfiehlt die KRINKO:
- falls Instrumentiertische nicht im Operationssaal vorbereitet werden, sondern in einem gesonderten Raum (Vorbereitungsraum für Instrumentiertische), dort die gleichen hygienischen Bedingungen (z. B. Lüftungsbedingungen) wie im OP zu gewährleisten.
- in der Personalumkleide die reine und unreine Seite mindestens funktionell zu trennen.
- Den Aufwachraum baulich bevorzugt an den Übergang von der OP-Abteilung zum übrigen Krankenhaus zu legen und durch funktionelle und organisatorische Maßnahmen einer Durchbrechung des Prinzips der Personalschleuse entgegenzuwirken.
- für die Materialversorgung einen Raum oder eine Zone vorzuhalten, wo die Güter ohne Transportverpackung angeliefert werden. Entsprechend ist für die Entsorgung ein separater Entsorgungsraum vorzuhalten.

- Die hygienischen Anforderungen an die räumliche Gestaltung von Operationsabteilungen richten sich nach der jeweiligen Aufgabenstellung. Durch eine adäquate Raumplanung wird eine sinnvolle Ablauforganisation erleichtert und sichergestellt, dass bei allen Operationen (unabhängig von ihrer fachlichen Zuordnung und ihrem Kontaminationsgrad) mit ausreichend Platz hygienisch einwandfreies Arbeiten unter Berücksichtigung der jeweiligen medizintechnischen Ausrüstung und des Personalaufwands möglich ist. Für OP-Abteilungen mit stark unterschiedlichem Leistungsaufkommen empfiehlt sich eine Zonierung.
- In die OP-Räume (und ggf. Vorbereitungsräume für das Herrichten von Instrumentiertischen) wird dreifach gefilterte Luft eingeleitet. Die OP-Säle haben eine Überdruckhaltung im Vergleich zu den Nebenräumen.
- Operationen mit geringem SSI-Risiko können unter modifizierten räumlichen Bedingungen durchgeführt werden. Ein geringes Infektionsrisiko ist z. B. gegeben bei kleinen Eingriffen an der Haut/Subkutis, am Auge, in der Mund-, Kiefer-, Stirnhöhle, Endoskopien von Körperhöhlen, Abzesseröffnung sowie für die interventionellen radiologischen und kardiologischen Eingriffe (außer mit regelhaft erwartetem Verfahrenswechsel (…)) Noch geringer ist das Infektionsrisiko bei im Hautniveau liegenden Tumoren oder Fremdkörpern (außer, wenn sehr ausgedehnt) sowie bei Verletzungen der Haut oder der Subkutis (außer, wenn sehr ausgedehnt). Diese invasiven Maßnahmen können auch in einem Raum durchgeführt werden, der nicht in eine OP-Abteilung integriert ist.
- Die Frage, ob eine Operation ambulant oder stationär durchgeführt wird, spielt für die Einschätzung des SSI-Risikos keine Rolle.